# トーワ
株式会社トーワは、愛知県小牧市に本社を置く国内唯一のレース調ビニールテーブルクロスや業務用各種マットの製造会社。

## 沿革
- 1971年（昭和46年）5月 - 創業。
- 1974年（昭和49年）2月 - 設立。
- 2005年（平成17年）2月 - 株式会社へ組織変更。

## 主な製品
- テーブルクロス
  - ビニール製、レース調テーブルクロス・テーブルセンター

- 床マット類（床材）
  - ダイヤマット（各種スベリ止めマット）
  - コイルマット（通称：ラーメンマット）
  - スーパーダスピット
  - 耐油性マット（工場マット）
  - 静電気防止マット
  - 点字ブロック　マット
- ズレ防止ネット（テーブルクロス用・床マット用）
  - スーパーピタネット（耐熱温度＋80℃・ポリオレフィン系製品）